# Rifugio Pian di Cengia
Il rifugio Pian di Cengia - Büllelejoch-Hütte è un rifugio alpino dolomitico situato al confine tra i comuni di Sesto e Auronzo di Cadore, a ridosso del parco naturale Tre Cime. Dal 1979 il rifugio è gestito dalla famiglia Rogger di Sesto. Il rifugio si trova sulla particella 844 del comune catastale di Sesto.
Si trova sul sentiero che collega i rifugi Comici-Zsigmondy-Hütte e Locatelli - Dreizinnenhütte, a circa tre quarti d'ora di cammino dal primo e un'ora dal secondo, sul versante sudoccidentale del monte Paterno (Paternkofel in tedesco), teatro di epiche battaglie fra reparti alpini italiani ed austriaci nel corso della prima guerra mondiale.